# Begonia tropaeolifolia
Begonia tropaeolifolia é uma espécie de Begonia, nativa do Equador.